# Białobrzegi (gemeente in powiat Białobrzeski)
De gemeente Białobrzegi is een stad- en landgemeente in het Poolse woiwodschap Mazovië, in powiat Białobrzeski.
De zetel van de gemeente is in miasto Białobrzegi.
Op 30 juni 2004 telde de gemeente 10 227 inwoners.

## Oppervlakte gegevens
In 2002 bedroeg de totale oppervlakte van gemeente Białobrzegi 78,93 km², waarvan:
- agrarisch gebied: 47%
- bossen: 42%

De gemeente beslaat 12,35% van de totale oppervlakte van de powiat.

## Demografie
Stand op 30 juni 2004:
| Omschrijving                   | Totaal | Totaal | Vrouwen | Vrouwen | Mannen | Mannen |
| ------------------------------ | ------ | ------ | ------- | ------- | ------ | ------ |
| eenheid                        | aantal | %      | aantal  | %       | aantal | %      |
| inwoners                       | 10 227 | 100    | 5186    | 50,7    | 5041   | 49,3   |
| bevolkingsdichtheid (inw./km²) | 129,6  | 129,6  | 65,7    | 65,7    | 63,9   | 63,9   |

In 2002 bedroeg het gemiddelde inkomen per inwoner 1567,23 zł.

## Administratieve plaatsen (sołectwo)
Brzeska Wola, Brzeźce, Budy Brankowskie, Jasionna, Kamień, Mikówka, Okrąglik, Stawiszyn, Sucha, Szczyty.

## Overige plaatsen
Dąbrówka, Kolonia Brzeźce, Leopoldów, Pohulanka, Suski Młynek, Wojciechówka.

## Aangrenzende gemeenten
Promna, Radzanów, Stara Błotnica, Stromiec, Warka, Wyśmierzyce